# 安德烈·帕夫洛维奇·马尔科夫
安德烈·帕夫洛维奇·马尔科夫（羅馬化：Andrey Pavlovich Markov；1972年6月30日—）是一位俄罗斯政治人物。2021年，他当选安娜选区国家杜马议员。
马尔科夫于1994年在沃罗涅日国立大学历史系接受高等教育，并毕业于沃罗涅日国立大学军事系。1995年，他在联邦安全局官员再培训和高级培训学院接受再培训。2006年，他从研究生院毕业并通过论文答辩，获得俄罗斯联邦安全局学院政治学副博士学位。1994年至2009年在俄罗斯国家安全机构任职，后转为预备役，中校军衔。.